# Jamides cleodus
Jamides cleodus is een vlinder uit de familie van de Lycaenidae. De wetenschappelijke naam van de soort is voor het eerst gepubliceerd in 1865 door Felder.